# Knocker-up
 (septembre 2018).

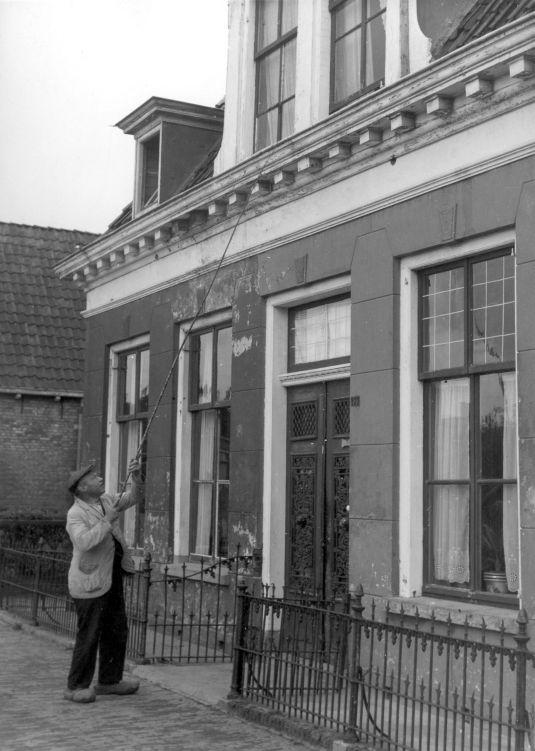
Un knocker-upper à Leeuwarden (1947).

Le knocker-up était un métier apparu en Angleterre et en Irlande pendant la révolution industrielle consistant à réveiller les gens à l'aide d'un bâton. 
Les knocker upper utilisaient le plus souvent un long bâton en bambou, ou un petit bâton assez lourd qu'ils lançaient pour atteindre les fenêtres de chaque étage. Son travail était de réveiller les gens de cette manière pour qu'ils soient à l'heure au travail.

## Histoire
Le knocker-up est apparu pendant la révolution industrielle, les knocker-upper (personne pratiquant le knocker-up) réveillaient les gens, en particulier les ouvriers, pour quelque centimes afin qu'ils n'arrivent pas en retard à leur travail. Les réveils coûtaient trop cher à l'époque. Les knocker-upper étaient en général des femmes ou des personnes âgées car le knocker-up était pour eux le métier le plus lucratif qu'ils pouvaient exercer. Afin de réveiller les gens, les knocker-upper utilisaient des bambous pour taper sur les fenêtres et ne partaient pas tant qu'ils n'avaient pas vu que la personne était réveillée.
Ce métier a disparu dans les années 1970.